# Goniobranchus kuniei
Goniobranchus kuniei es una especie de babosa de mar, un molusco gasterópodo marino de la familia Chromodorididae.

## Distribución
Esta especie ha sido descrita en Nueva Caledonia. Se conoce su presencia en el Océano Pacífico occidental y en el Océano Índico oriental (Fiyi, Islas Marshall, Australia, Papúa Nueva Guinea, Indonesia, Malasia y las Filipinas).

## Descripción
Goniobranchus kuniei tiene un patrón de lunares azules con halos azul pálido en el manto. La frontera del manto es morada y azul. La longitud del cuerpo llega a  40 mm. Las especies Goniobranchus tritos y Goniobranchus geminus tienen patrones de color similar.

## Hábitat
Habita aguas entre 21 y 26 grados Celsius y se encuentra a menudo entre 5 y 40 metros de profundidad.

## Galería

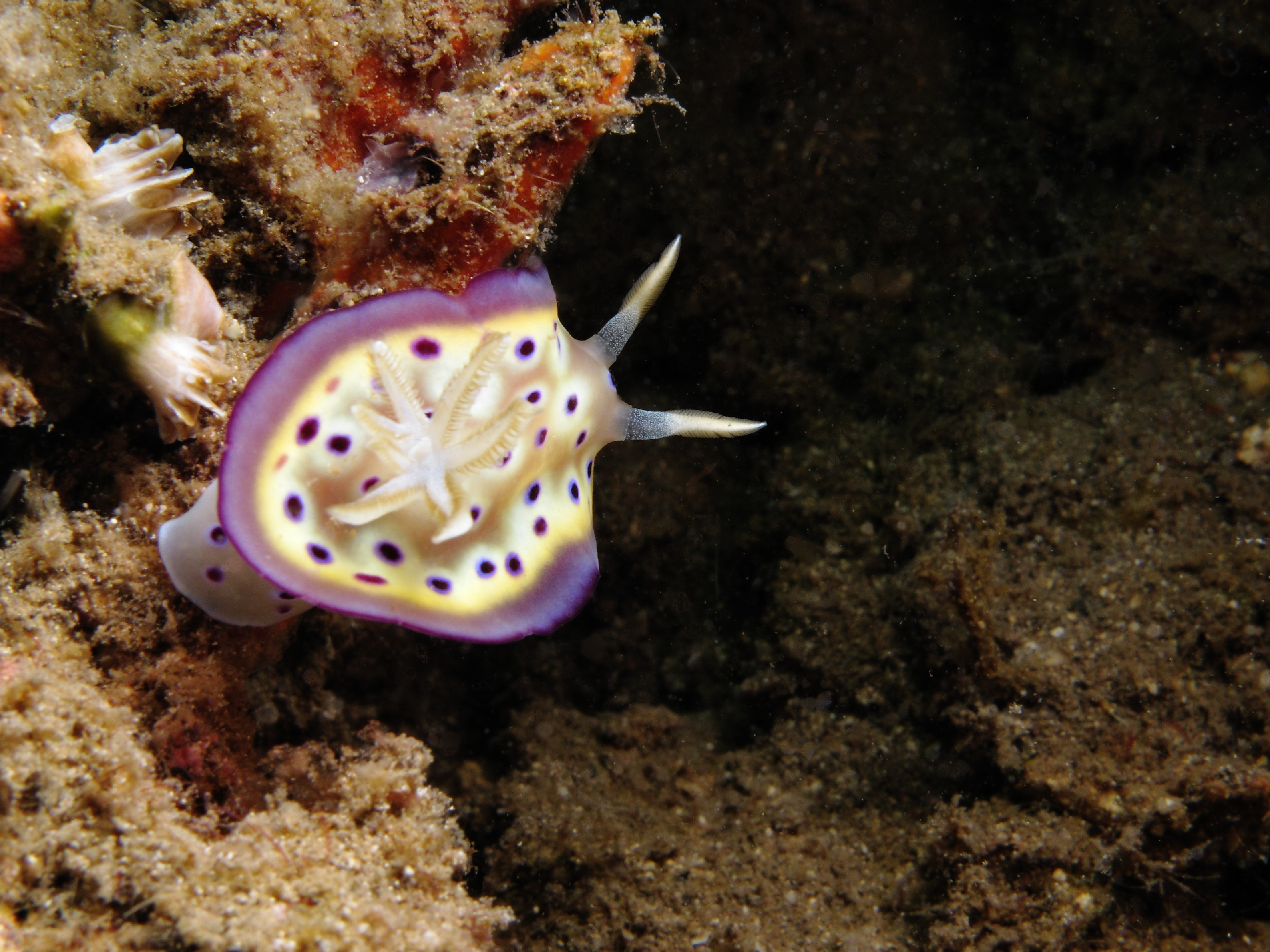
Goniobranchus kuniei en bahía Bima (Sumbawa, Indonesia)
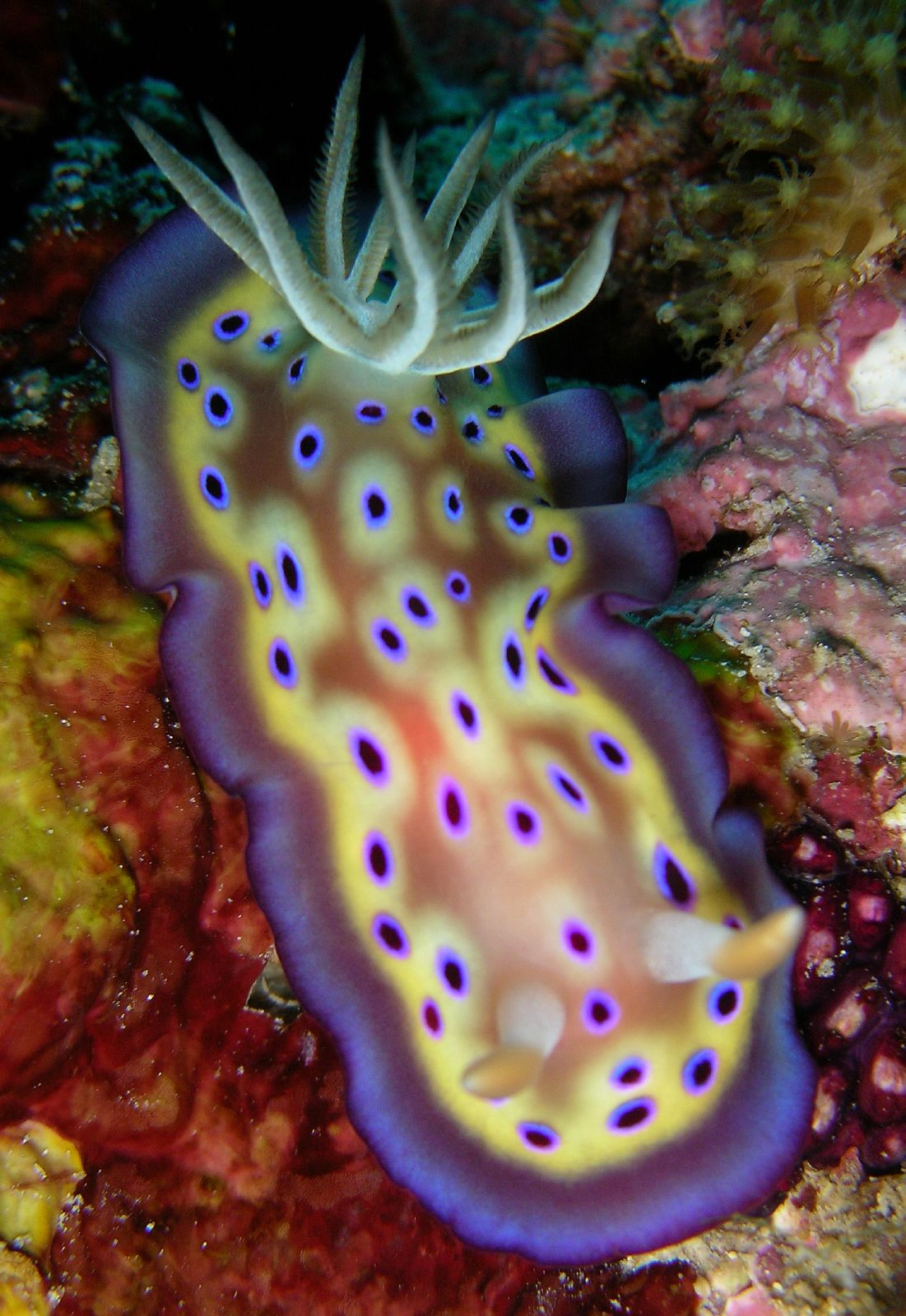
Goniobranchus kuniei

#### En inglés
- Debelius, H. & Kuiter, R.H. (2007) Nudibranchs of the world. ConchBooks, Frankfurt, 360 pp. ISBN 978-3-939767-06-0 page(s): 159
- Gosliner, T.M., Behrens, D.W. & Valdés, Á. (2008) Indo-Pacific Nudibranchs and seaslugs. A field guide to the world's most diverse fauna. Sea Challengers Natural History Books, Washington, 426 pp. page(s): 216